# Iglesia de Nuestra Señora de la Peña de Francia (Puerto de la Cruz)
La parroquia matriz de Nuestra Señora de la Peña de Francia es un templo católico sito en la ciudad española de Puerto de la Cruz (Tenerife, Canarias). En este templo se encuentran algunas de las imágenes más veneradas en Tenerife, como son la Virgen del Carmen de Puerto de la Cruz y el Gran Poder de Dios. Es bien de interés cultural, con categoría de monumento, desde 2003.

## Descripción
Este templo consta de tres naves separadas por columnas de tipo toscano romano y arquería de medio punto.
La cubierta interior es de madera constituida por artesonados mudéjares tan típicos de la arquitectura religiosa canaria.
En el exterior, la cubierta se presenta a dos aguas con teja árabe.
En el interior del templo encontramos una serie de pequeñas capillas de planta rectangular que no guardan relación con el resto de la nave por ser añadidos posteriores a la primera fábrica.
En la reforma que se realizó a fines del siglo XIX por el arquitecto Manuel de Cámara se suprimieron los balcones canarios que estaban situados en lo alto de la fachada (lado de epístola y del evangelio), así como la espadaña, situada en el arranque de dichas naves. En su lugar se abrió una ventana vertical de medio punto con vierteaguas encima y alféizar en talud. El alero se recortó, taponándolo con un pretil.
La portada de la iglesia está dominada por una torre que se yuxtapuso al comienzo de la primera nave. Esta consta de tres cuerpos sucesivos de amplitud decreciente que desentona con el resto de la construcción.

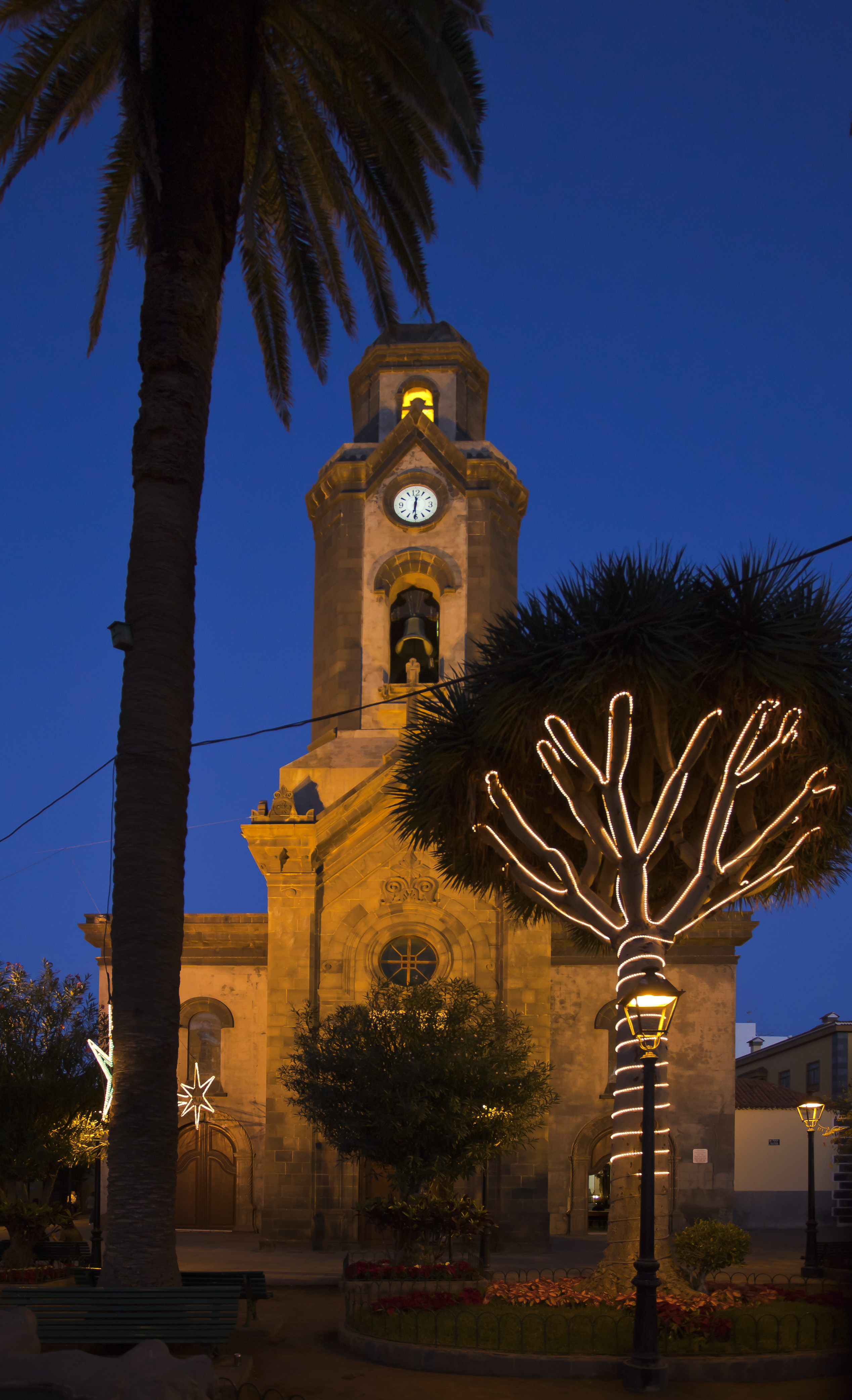
Vista exterior nocturna

En el interior se albergan numerosas obras de arte, destacables cuatro lienzos que decoran el retablo de la capilla del Evangelio que son obra de Luis de la Cruz y Ríos, además de otros cinco lienzos que decoran el púlpito atribuidos a su padre Manuel de la Cruz. En escultura, es reseñabla el Señor del Gran Poder, obra del siglo XVIII; la Virgen del Rosario, del siglo XVII; un San Juan Evangelista del siglo XVII, así como un Santo Domingo, la famosa Virgen del Carmen de Puerto de la Cruz y un San Pedro en su arrepentimiento de autoría anónima.
En orfebrería hay que destacar una excelente custodia de plata sobredorada hecha en Cuba en el siglo XVIII por el conocido platero Escobar. Unas andas de plata repujada estilo barroco que fueron regaladas para el Corpus, también en el siglo XVIII. Una cruz grande forrada de plata repujada. Por último, otras andas de plata repujada para la parroquia que se adquirieron en el siglo XVIII.

### Bienes muebles

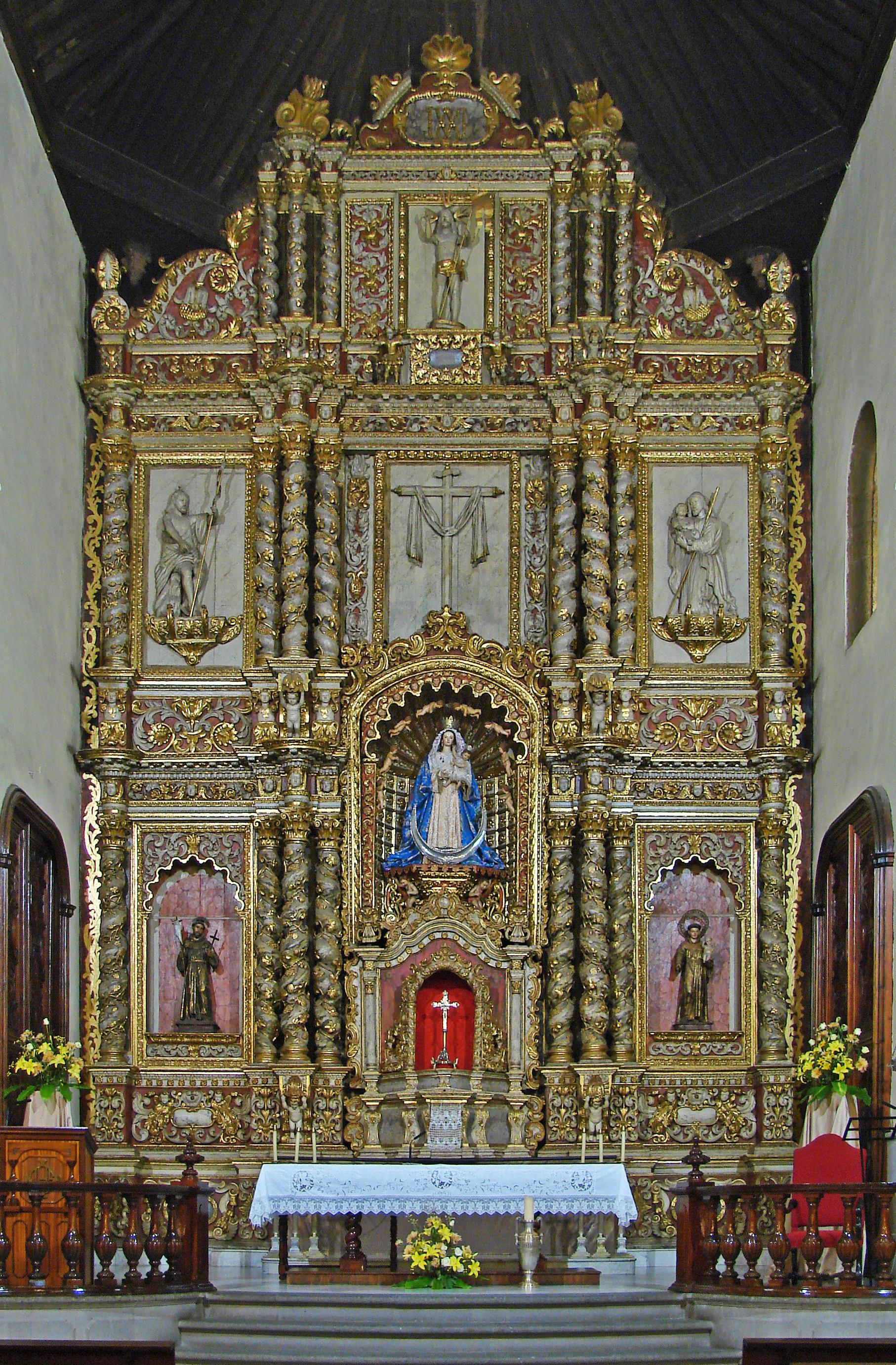
Retablo Mayor

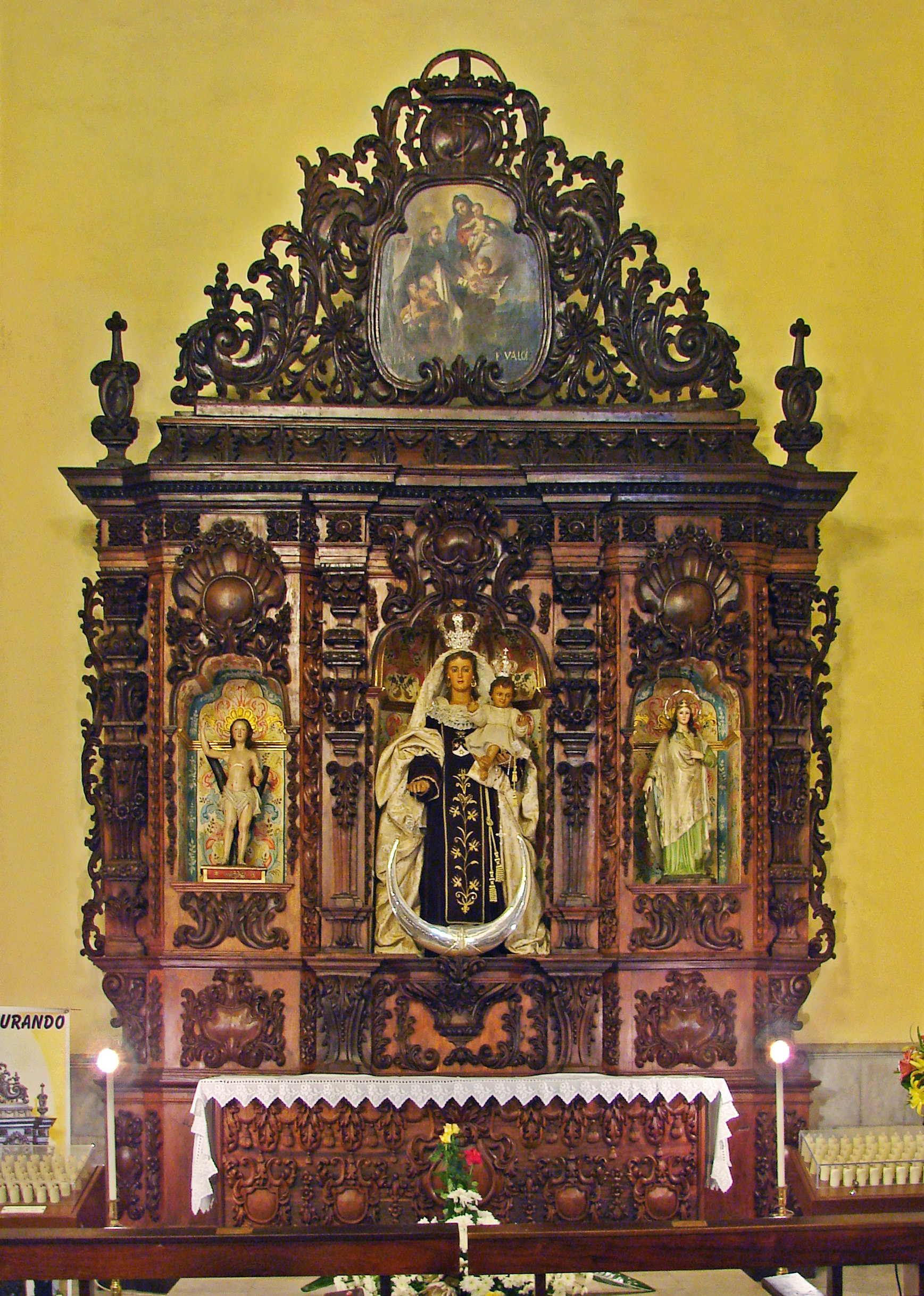
Altar

- Retablo del Gran Poder de Dios (con lienzos de Luis de la Cruz y Ríos), siglo XVIII, reformado en 1809 por Manuel Antonio de la Cruz. Ubicación: Capilla del Gran Poder, Nave del Evangelio.
- Imagen del Gran Poder de Dios, escultura de vestir, siglo XVII, barroco, autor anónimo, escuela canaria. Ubicación: hornacina central del retablo homónimo.
- Nuestra Señora de los Dolores, escultura de vestir barroco. Ubicación: hornacina izquierda Retablo del Gran Poder.
- San Pedro Penitente, escultura de vestir, siglo XVIII, barroco, autor anónimo. Ubicación: hornacina derecha, Retablo del Gran Poder.
- Retablo de la Virgen del Carmen, siglo XVIII, barroco. Autor: Guillermo Veraud. Ubicación: Capilla del Carmen.
- Virgen del Carmen. Autor: Ángel Acosta Martín, 1954. Ubicación: hornacina central, Retablo homónimo.
- San Sebastián, escultura de bulto redondo, siglo XVII, barroco, escuela canaria. Ubicación: Museo de Arte Sacro.
- Retablo de Mareantes (actualmente del Sagrado Corazón de Jesús), siglo XVIII, barroco. Ubicación: capilla colateral de la Epístola.
- Nuestra Señora del Rosario escultura de vestir, siglo XVII, autor anónimo, escuela canaria. Ubicación: hornacina izquierda, Retablo del Corazón de Jesús.
- Retablo de Nuestra Señora de la Peña de Francia o Retablo Mayor, barroco, siglo XVIII (año 1710, retocado en 1835 y 1927).
- Nuestra Señora de la Peña de Francia, escultura, siglo XVII, autor anónimo, escuela canaria. Ubicación: hornacina central del retablo homónimo.
- San Francisco, escultura de bulto redondo, siglo XVIII, barroco, autor anónimo. Ubicación: hornacina izquierda del Retablo Mayor.
- San Antonio de Padua, escultura de bulto redondo, siglo XVIII, barroco, autor anónimo. Ubicación: hornacina derecha del Retablo Mayor.
- Cruz de madera forrada en plata, repujada, siglo XVII. Ubicación: nave del Evangelio.
- Púlpito, policromado por Manuel Antonio de la Cruz en 1809. 9496 Boletín Oficial de Canarias núm. 109, martes 10 de junio de 2003
- Cristo de la Salud, escultura de bulto redondo, barroco, siglo XVII, autor anónimo. Ubicación: nave del Evangelio.
- Retablo de la Virgen de la Concepción, siglo XVII, barroco, autor anónimo. Ubicación: Capilla de la Concepción.
- Órgano, siglo XIX. Autores: J. W. Geyke y J. H. Wholiem. Ubicación: coro.
- Pila Bautismal, siglo XVIII, origen italiano. Ubicación: Capilla Bautismal.
- Cristo de la Columna, factura industrial, siglo XX. Ubicación: Capilla Bautismal.
- Santo Domingo, escultura de vestir, siglo XVIII, barroco. Ubicación: Museo de Arte Sacro.
- Cristo Difunto o de la Misericordia, siglo XVII, barroco. Autor: Domingo Pérez Donis, 1646. Ubicación: Iglesia de San Francisco.
- La Verónica, siglo XIX, escultura de vestir, autor anónimo. Ubicación: Museo de Arte Sacro.
- Nazareno, siglo XVII, escultura de vestir, autor anónimo, escuela canaria. Ubicación: Museo de Arte Sacro. (Escultura procedente del antiguo Convento de Santo Domingo.)
- San Juan Evangelista, escultura de vestir, siglo XVIII, barroco. Ubicación: Museo de Arte Sacro.
- Retablo de Montemayor, estilo rococó, de influencia francesa, perteneció al Convento de Nuestra Señora de las Nieves. Ubicación: Museo de Arte Sacro.
- Restos de las andas de la Virgen de la Peña de Francia, siglo XVIII, madera revestida de plata, repujada, barroco. Ubicación: Museo de Arte Sacro.
- Andas del Corpus, siglo XVIII, madera revestida de plata, repujada, barroco. Ubicación: Museo de Arte Sacro.
- Peana del Gran Poder de Dios, siglo XVIII, madera revestida de plata repujada, barroco. Ubicación: Museo de Arte Sacro.